# Інформатизація архівної справи
Інформатизація архівної справи — багатосторонній процес, який включає методичні та нормативні розробки, експериментальні роботи, розробку програмного забезпечення, навчання, впровадження, планування робіт.
Починаючи з середини 80-х рр. починається активна робота по впровадженню автоматизованих методів пошуку документальної інформації в практику роботи архівів. У сфері НСА автоматизовані архівні технології не тільки роблять сильний вплив на способи створення і ведення довідково-пошукових засобів, а й принципово змінюють характер доступу до них користувачів та способи пошуку інформації, що дозволяє більш якісно задовольняти потреби в архівній інформації окремого користувача.
У цей час у вітчизняних архівах почалося спочатку епізодичне, а потім масове використання персональних комп'ютерів вітчизняної розробки, а потім IBM — сумісних (IBM PC XT, як правило, «Роботрон», виробництва НДР, IBM PC / AT — 286).
З переходом на Windows 3.11 їх замінили 386-і і 486-і IBM, потім почалося впровадження ПЕОМ з процесорами Pentium та Celeron.
Серед програмного забезпечення, який використовують в архівах, варто відзначити бази даних. При їх створенні велике значення має вибір СУБД.
На початку 1990-х рр. для створення баз даних використовувалися СУБД FoxPro 2.0 for DOS [Архівовано 30 січня 2020 у Wayback Machine.], Clipper 5.5, FoxBase, Clarion [Архівовано 7 квітня 2020 у Wayback Machine.] та ін. Вони дозволяли підтримувати реляційну модель даних, що представляє собою логічну модель, що описує структуру даних у вигляді наборів відносин. З 1992 р в архівах почалося масове застосування СУБД Q & A фірми «Семантик». Дана програма відноситься до непрограмованої бази даних. Відмінна риса цієї програми — її універсальність. Хоча Q & A вдалося досягти компромісу між простотою створення форм введення інформації та ефективністю, він поступається іншим подібним пакетам по частині обробки даних (Personal RBase). Однак даний недолік компенсувався можливостями роботи в мережі, потужним текстовим редактором, можливістю подвійного проходу по базі даних в межах визначення одного звіту для отримання точної інформації. Поряд з Q & A, в 1990-і. рр. також набуло поширення програмне середовище CDS / ISIS, створене ЮНЕСКО для бібліотек і архівів.
У міру того, як архіви встали перед проблемою інтеграції створених БД в єдину інформаційну систему, реляційна модель виявляла свою обмеженість. Для створення такої системи підходила ієрархічна модель або мережева структура даних. Крім цього, для обробки великих масивів даних потрібно СУБД клієнт — серверної структури. З цієї причини в архівах останнім часом стали застосовуватися СУБД Oracle, Visual FoxPro, IBM DB2 / 6000 [Архівовано 7 квітня 2020 у Wayback Machine.], Microsoft SQL Server .
Аналіз досвіду роботи ряду державних архівів в області інформатизації і застосування інформаційних методів показує, що сучасні можливості, що з'явилися в практиці роботи архівістів, а також їх творчий підхід до своєї поточної діяльності, заснованої на традиціях вітчизняного архівознавства, піднімають науку про архіви на якісно новий рівень.
Розглядаючи загальну картину інформатизації архівної справи, необхідно підкреслити, що комп'ютерна інформатизація — досить юний процес, викликаний, в першу чергу молодістю розвитку техніки і спеціалізованого програмного забезпечення. Проте, простежуючи загальні тенденції розвитку культури і науки, а також постійно зростаючі обсяги курсує інформації, яку необхідно обробити, зберегти і мати при необхідності швидкий доступ до неї, інформатизація архівної справи стає єдиним обгрунтованим і перспективним рішенням, здатним відповідати всім вимогам сучасної архівної галузі.